# ديف سميث (كاتب)
ديف سميث (بالإنجليزية: Dave Smith)‏ هو مؤرخ وكاتب أمريكي، ولد في 13 أكتوبر 1940 في باسادينا في الولايات المتحدة، وتوفي في 15 فبراير 2019 في بربانك في الولايات المتحدة.

## وصلات خارجية
- ديف سميث على موقع IMDb (الإنجليزية)
- ديف سميث على موقع قاعدة بيانات الفيلم (الإنجليزية)
- ديف سميث على موقع كينوبويسك (الروسية)